# Magda
Magda este un oraș în São Paulo (SP), Brazilia.